# Бан (Пфальц)
Бан (нем. Bann) — община в Германии, в земле Рейнланд-Пфальц.
Входит в состав района Кайзерслаутерн. Подчиняется управлению Ландштуль. Население составляет 2216 человек (на 31 декабря 2010 года). Занимает площадь 12,95 км².